# Le Malzieu-Forain
Le Malzieu-Forain is een gemeente in het Franse departement Lozère (regio Occitanie) en telt 493 inwoners (2019). De plaats maakt deel uit van het arrondissement Mende.

## Geografie
De oppervlakte van Le Malzieu-Forain bedraagt 50,6 km², de bevolkingsdichtheid is 10 inwoners per km².
De onderstaande kaart toont de ligging van Le Malzieu-Forain met de belangrijkste infrastructuur en aangrenzende gemeenten.

## Demografie
Onderstaande figuur toont het verloop van het inwonertal (bron: INSEE-tellingen).